# Stanin (gmina)
Stanin – gmina wiejska w województwie lubelskim, w powiecie łukowskim. W latach 1975–1998 gmina położona była na terenie ówczesnego województwa siedleckiego. 
Siedziba gminy to Stanin.
Według danych z 31 grudnia 2005 gminę zamieszkiwało 9807 osób. Natomiast według danych z 31 grudnia 2017 roku gminę zamieszkiwały 9772 osoby.
Według danych z 31 grudnia 2019 roku gminę zamieszkiwało 9729 osób.

## Struktura powierzchni
Według danych z roku 2002 gmina Stanin ma obszar 160,25 km², w tym:
- użytki rolne: 76%
- użytki leśne: 17%

Gmina stanowi 11,49% powierzchni powiatu.

## Demografia

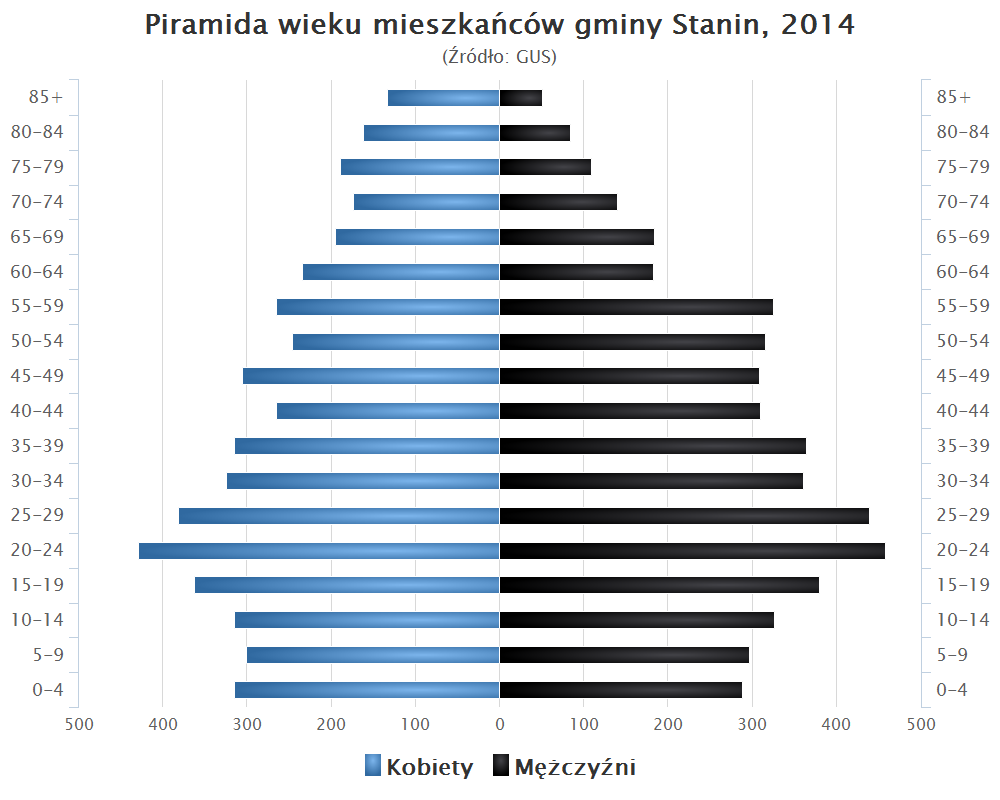
Piramida wieku mieszkańców gminy Stanin w 2014 roku

Dane z 31 grudnia 2005:
| Opis                              | Ogółem | Ogółem | Kobiety | Kobiety | Mężczyźni | Mężczyźni |
| --------------------------------- | ------ | ------ | ------- | ------- | --------- | --------- |
| jednostka                         | osób   | %      | osób    | %       | osób      | %         |
| populacja                         | 9807   | 100    | 4844    | 49,4    | 4963      | 50,6      |
| gęstość zaludnienia (mieszk./km²) | 61,7   | 61,7   | 30,5    | 30,5    | 31,2      | 31,2      |

## Miejscowości sołeckie
Aleksandrów, Anonin, Borowina, Celiny Szlacheckie, Celiny Włościańskie, Gózd, Jarczówek, Jeleniec, Jonnik, Józefów, Kierzków, Kij, Kopina, Kosuty, Lipniak, Niedźwiadka, Nowa Wróblina, Nowy Stanin, Ogniwo, Sarnów, Stanin, Stara Gąska, Stara Wróblina, Tuchowicz, Wesołówka, Wnętrzne, Wólka Zastawska, Zagoździe, Zastawie.
Wieś bez statusu sołectwa Stanisławów

## Sąsiednie gminy
Krzywda, Łuków, Stoczek Łukowski, Wojcieszków, Wola Mysłowska